# Храм Солнца (Тинтин)
«Храм Солнца» (фр. Le Temple du Soleil) — четырнадцатый альбом из серии «Приключения Тинтина» бельгийского карикатуриста Эрже.
Комикс сюжетно продолжает предыдущий альбом «Семь хрустальных шаров» (1945). Первый из альбомов, опубликованный (в 1946 году) в специализированном журнале Тинтин.
История повествует о молодом репортёре Тинтине, его собаке Милу и друге Капитане Хэддоке, которые продолжают свои усилия по спасению похищенного профессора Турнесоля, путешествуя по деревням, горам и тропическим лесам Анд, прежде чем найти скрытую цивилизацию инков.

## Сюжет
Предыдущий альбом рассказывал о семи путешественниках, которые привезли в Европу мумию правителя инков, за что на них было наложено проклятие. Профессор Турнесоль надел браслет с руки мумии и был похищен потомками инков, которые увезли его в Перу. Тинтин и капитан Хэддок попытались перехватить Турнесоля в порту Кальяо, однако похитители последнего обвели их вокруг пальца.
Преследование индейцев племени кечуа, похитивших учёного, заводит друзей в перуанские Анды, в город Хауха, где они едва не становятся жертвами подстроенной железнодорожной катастрофы. Полиция, узнав, что разыскиваемого профессора сопровождают индейцы, не желает иметь с ними ничего общего. Однако помощь приходит с неожиданной стороны. Тинтин заступается за Зоррино, индейского мальчика, которого хотят поколотить «белые» забияки. Новый друг Тинтина соглашается провести его через джунгли к храму Солнца, где держат профессора.
После долгого и опасного путешествия по горам Тинтин и его товарищи проваливаются прямо в храм Солнца. У Тинтина есть медальон, который гарантирует неприкосновенность его обладателю. Репортёр жертвует его Зоррино. За кощунственное вторжение в храм Тинтина и капитана приговаривают к смертной казни путём сожжения на одном костре с другим «святотатцем» — профессором Турнесолем.
В качестве последней милости Тинтин просит перенести казнь на то время, когда, по его расчетам, должно произойти солнечное затмение. Наступление темноты повергает индейцев в ужас и приводит их правителя к выводу, что перед ним боги, которые в состоянии повелевать небесными светилами. Узников освобождают из-под стражи, после чего они возвращаются в Европу с богатыми дарами. Зоррино же остаётся жить в храме с потомками инков.

## Экранизации и адаптации
В 1969 году на основе дилогии в Бельгии был снят мультипликационный фильм «Тинтин и храм Солнца», за которым в 2001 году последовал и мюзикл. Также события дилогии были включены в мультсериал «Приключения Тинтина» (1957) и мультсериал «Приключения Тинтина» (1992). Дилогия была адаптирована для постановки «Приключений» на BBC Radio 5 1992-93 гг. и видеоигры «Узники Солнца» 1997 года.